# مطار فادا
مطار فادا (إيكاو: FTTF) هو المطار يخدم بلدة فادا التي تقع في إقليم إنيدي في تشاد.

## مرافق
يقع المطار على ارتفاع 563 متر (1,847 قدم) فوق مستوى سطح البحر. له مدرج واحد مصمم 12/30 مع سطح لاتيريت بقياس 1,800 by 30 متر (5,906 قدم × 98 قدم).

## روابط خارجية
- تاريخ الحوادث لـ (FTTF) على شبكة سلامة الطيران.